# Myrcia clausa
Myrcia clausa är en myrtenväxtart som beskrevs av Mcvaugh. Myrcia clausa ingår i släktet Myrcia och familjen myrtenväxter. Inga underarter finns listade i Catalogue of Life.